# Laurynas Birutis
Laurynas Birutis (Šiauliai, Lituania, 27 de agosto de 1997) es un jugador de baloncesto lituano que pertenece a la plantilla del Žalgiris Kaunas de la Lietuvos Krepšinio Lyga. Con 2,13 metros de estatura, juega en la posición de pívot y es internacional con la Selección de baloncesto de Lituania.

## Trayectoria deportiva
Martynas es un pívot lituano formado en la escuela del Žalgiris Kaunas con el que llegaría a debutar y formar parte desde 2014 a 2020, experimentando cesiones en su segundo equipo durante 3 temporadas y sendas cesiones en equipos de la Lietuvos Krepšinio Lyga como KK Prienai y KK Šiauliai. En 2018 en su período de cesión al KK Šiauliai fue máximo anotador, reboteador y taponador de la liga lituana.
Durante la temporada 2018-19, regresa al primer equipo del Žalgiris Kaunas con el que se convertiría en campeón de la Lietuvos Krepšinio Lyga.
Durante la temporada 2019-20, regresa cedido al KK Prienai para jugar en las filas del Krepšinio klubas Lietkabelis, en la que sería el tercer máximo anotador de la Liga de su país (15,2 puntos por partido) y segundo mejor reboteador (siete capturas por partido).
El 6 de junio de 2020, se hace oficial su fichaje por el Monbus Obradoiro de la Liga ACB por una temporada.
El 10 de junio de 2022, regresa al Žalgiris Kaunas de la Lietuvos Krepšinio Lyga.

## Internacional
Laurynas Birutis debutó en 2013 con la Selección de baloncesto de Lituania sub-16 en el Campeonato FIBA Europa Sub-16 en Ucrania. 
En 2015 ganó la medalla de bronce con el equipo masculino de baloncesto sub-18 de Lituania en el Campeonato FIBA Europa Sub-18 disputado en Grecia.
En 2016 ganó la medalla de plata con el equipo masculino de baloncesto sub-20 de Lituania en el Campeonato FIBA Europa Sub-20 disputado en Finlandia.
El 26 de febrero de 2018, Birutis debutó con la Selección de baloncesto de Lituania absoluta al anotar 8 puntos y obtener 6 rebotes en la victoria frente a Kosovo por 106-50 durante la calificación de la Copa Mundial de Baloncesto FIBA 2019. 
Tuvo su segunda oportunidad con la Selección de baloncesto de Lituania en el partido contra la República Checa en la remontada por 97-89 en el encuentro de clasificación para el EuroBasket 2022, en el que anotó 17 puntos y 3 rebotes en 15 minutos de partido.